# 전기기계
전기기계(電氣機械)는 전기공학에서 전기 모터, 발전기 등과 같이 전자기력을 사용하는 기계의 총칭이다. 이 기계들은 전기기계식 에너지 변환기다. 전기 모터는 전기를 기계적 동력으로 변환하고 발전기는 기계적 동력을 전기로 변환한다. 기계의 움직이는 부분은 회전(회전 기계) 또는 선형(선형 기계)일 수 있다. 변압기는 때때로 "고정 전기기계"라고 불리지만,{{ 움직이는 부품이 없기 때문에 일반적으로 기계로 간주되지 않고 전기 기계와 밀접하게 관련된 전기 장치로 간주된다.
교류 발전기와 유도 발전기 형태의 전기기계는 지구상 전체 전력의 약 95%를 생산하며(2020년대 초 기준), 전기 모터 형태의 전기 기계는 생산된 전체 전력의 약 60%를 소비한다. 전기 기계는 19세기 중반부터 개발되었으며 그 이후로 인프라의 유비쿼터스 구성 요소가 되었다. 보다 효율적인 전기 기계 기술을 개발하는 것은 모든 지구 보존, 녹색 에너지, 대체 에너지 전략에 매우 중요하다.

## 추가 문헌
- Chapman, Stephen J. (2005). 《Electric Machinery Fundamentals》 (PDF). McGraw-Hill Series in Electrical Engineering 4판. McGraw-Hill. ISBN 0-07-246523-9. 2024년 1월 18일에 확인함.
- Chisholm, Hugh, 편집. (1911). 〈Electrical Machine〉. 《브리태니커 백과사전》 9 11판. 케임브리지 대학교 출판부. 176–179쪽. This has a detailed survey of the contemporaneous history and state of electric machines.
- Park, R. H.; Robertson, B. L. (1928). “The Reactances of Synchronous Machines”. 《Transactions of the American Institute of Electrical Engineers》 (Institute of Electrical and Electronics Engineers (IEEE)) 47 (2): 514–535. doi:10.1109/t-aiee.1928.5055010. ISSN 0096-3860. S2CID 51655013.
- Rohit, M.V.K.M. (2008). 《Basic Electrical Engineering》. S. Chand Limited. ISBN 978-81-219-0871-9. 2023년 7월 3일에 확인함.
- Ritonja, Jožef (2021년 4월 21일). 〈Robust and Adaptive Control for Synchronous Generator’s Operation Improvement〉. 《Automation and Control》. IntechOpen. doi:10.5772/intechopen.92558.
- Iqbal, A.; Moinoddin, S.; Reddy, B.P. (2021). 《Electrical Machine Fundamentals with Numerical Simulation using MATLAB / SIMULINK》. Wiley. ISBN 978-1-119-68265-3. 2024년 1월 18일에 확인함.
- Rajput, Ramesh K. (2006). 《A Text Book of Electrical Machines》 4판. Laxmi Publications. ISBN 978-81-7008-859-2. 2024년 1월 18일에 확인함.